# Medea Jugeli
Medea Jugeli (en géorgien : მედეა ჯუღელი, en russe : Медея Джугели), née le 1er août 1925 à Koutaïssi et morte le 8 janvier 2016 à Tbilissi, est une gymnaste soviétique géorgienne. 

## Carrière
Elle est sacrée championne olympique en concours général par équipes et vice-championne en exercices d'ensemble avec agrès portatifs par équipes aux Jeux olympiques de 1952 à Helsinki. Elle remporte huit titres de championne d'URSS.